# ALK-أبيلو
ALK-أبيلو المعروفة أيضًا باسم ALK، هي شركة أدوية مقرها الدنمارك متخصصة في تطوير وتصنيع منتجات العلاج المناعي للحساسية (AIT) للوقاية من الحساسية وعلاجها. وهي واحدة من أكبر الشركات المصنعة في العالم لمنتجات العلاج المناعي للحساسية (تُعرف أيضًا باسم "لقاحات الحساسية") حيث يأتي 81٪ من إيراداتها من المبيعات في أوروبا.

## التاريخ
يعود تاريخ ALK-Abello إلى عام 1923 عندما تم إنتاج أول مستخلصات مسببة للحساسية في الدنمارك في صيدلية مستشفى جامعة كوبنهاغن. تأسست الشركة لاحقا باسم مختبر Allergologisk København. ومنذ ذلك الحين ركزت الشركة على رسم خرائط لآليات تأثير الحساسية على الجهاز المناعي من أجل تطوير علاجات حساسية جديدة ومحسنة. يركز البحث على الوقاية والعلاج وإدارة الحساسية، وخاصة حمى القش والربو. في عام 1925 أسس خوان أبيلو باسكوال شركة أبيلو للأدوية في إسبانيا.
في عام 1978، أصدرت ALK أول خط موحد من المنتجات لعلاج الحساسية. في عام 1992 اندمجت ALK و Abello. في 1990s، كانت ALK أول شركة تطلق قطرات العلاج المناعي تحت اللسان (العلاج المناعي للحساسية تدار كقطرات تحت اللسان). في السنوات الأخيرة، ركزت استراتيجية البحث والتطوير الخاصة ب ALK على تقديم مجموعة من أقراص العلاج المناعي تحت اللسان (أقراص SLIT). تم إطلاق الأول، لحساسية حبوب اللقاح العشبية، في عام 2006، وأعقبته أقراص SLIT لحساسية حبوب اللقاح من عشب الراجويد في عام 2014 وحساسية عث غبار المنزل في عام 2016. الشركة مملوكة جزئيا لمؤسسة لوندبيك.